# Ріпа Анастасія Степанівна
Анастасія Степанівна Ріпа (1921, село Коровинці, тепер Недригайлівського району Сумської області — ?) — українська радянська діячка, новатор сільськогосподарського виробництва, ланкова колгоспу «Комінтерн» Недригайлівського району Сумської області. Депутат Верховної Ради УРСР 6—7-го скликань.

## Біографія
Народилася в родині селянина-бідняка. Трудову діяльність розпочала у 1933 році в колгоспі «Комінтерн» села Коровинці Недригайлівського району Сумщини. Потім працювала робітницею Коровинського коноплезаводу Недригайлівського району Сумської області.
З 1948 року — ланкова колгоспу «Комінтерн» села Коровинці Недригайлівського району Сумської області. Ланка Анастасії Ріпи у 1966 році зібрала цукрових буряків по 264 центнери, картоплі по 22 центнери і по 12,2 центнера волокна конопель з гектара.
Член КПРС з 1953 року.

## Нагороди
- орден Леніна (26.02.1958)
- орден Трудового Червоного Прапора
- орден Жовтневої Революції
- медалі